# ناثان أدلر (محلل نفساني)
ناثان أدلر (بالإنجليزية: Nathan Adler)‏ هو محلل نفساني أمريكي، ولد في 11 فبراير 1911 في نيويورك في الولايات المتحدة، وتوفي في 2 مايو 1994 في مل فالي في الولايات المتحدة.